# Új-Zéland az 1960. évi nyári olimpiai játékokon
Új-Zéland az olaszországi Rómában megrendezett 1960. évi nyári olimpiai játékok egyik részt vevő nemzete volt. Az országot az olimpián 9 sportágban 37 sportoló képviselte, akik összesen 3 érmet szereztek.

## Érmesek
| Érem  | Versenyző      | Sportág  | Versenyszám   |
| ----- | -------------- | -------- | ------------- |
| Arany | Peter Snell    | Atlétika | Férfi 800 m   |
| Arany | Murray Halberg | Atlétika | Férfi 5000 m  |
| Bronz | Barry Magee    | Atlétika | Férfi maraton |

## Atlétika
Férfi
| Versenyző      | Versenyszám     | Előfutam | Előfutam | Negyeddöntő | Negyeddöntő | Elődöntő | Elődöntő | Döntő         | Döntő         |
| Versenyző      | Versenyszám     | Idő      | Hely.    | Idő         | Hely.       | Idő      | Hely.    | Idő           | Helyezés      |
| -------------- | --------------- | -------- | -------- | ----------- | ----------- | -------- | -------- | ------------- | ------------- |
| Barry Robinson | 200 m           | 22,2     | 5.       | kiesett     | kiesett     | kiesett  | kiesett  | kiesett       | kiesett       |
| Barry Robinson | 400 m           | 47,6     | 2.       | 48,3        | 6.          | kiesett  | kiesett  | kiesett       | kiesett       |
| Donal Smith    | 800 m           | 1:51,7   | 1.       | 1:48,4      | 4.          | kiesett  | kiesett  | kiesett       | kiesett       |
| Peter Snell    | 800 m           | 1:48,1   | 1.       | 1:48,6      | 2.          | 1:47,2   | 1.       | 1:46,3        |               |
| Murray Halberg | 5000 m          | 14:03,8  | 2.       |             |             |          |          | 13:43,4       |               |
| Murray Halberg | 10 000 m        |          | 28:48,5  | 5.          |             |          |          |               |               |
| Barry Magee    | 10 000 m        |          | 30:39,4  | 26.         |             |          |          |               |               |
| Barry Magee    | Maraton         |          |          |             |             |          |          | 2:17:18,2     |               |
| Jeff Julian    | Maraton         |          |          |             |             |          |          | 2:24:50,6     | 18.           |
| Ray Puckett    | Maraton         |          |          |             |             |          |          | 2:37:36,0     | 51.           |
| Norman Read    | 20 km gyaloglás |          |          |             |             |          |          | 1:36:59,0     | 5.            |
| Norman Read    | 50 km gyaloglás |          |          |             |             |          |          | nem ért célba | nem ért célba |

| Versenyző   | Versenyszám   | Selejtező | Selejtező | Döntő    | Döntő    |
| Versenyző   | Versenyszám   | Eredmény  | Helyezés  | Eredmény | Helyezés |
| ----------- | ------------- | --------- | --------- | -------- | -------- |
| Dave Norris | Távolugrás    | 704 cm    | 32.       | kiesett  | kiesett  |
| Dave Norris | Hármasugrás   | 14,30 m   | 36.       | kiesett  | kiesett  |
| Les Mills   | Súlylökés     | 16,93 m   | 11.       | 17,06 m  | 11.      |
| Les Mills   | Diszkoszvetés | 50,76 m   | 28.       | kiesett  | kiesett  |

Női
| Versenyző      | Versenyszám | Előfutam | Előfutam | Negyeddöntő | Negyeddöntő | Elődöntő | Elődöntő | Döntő   | Döntő    |
| Versenyző      | Versenyszám | Idő      | Hely.    | Idő         | Hely.       | Idő      | Hely.    | Idő     | Helyezés |
| -------------- | ----------- | -------- | -------- | ----------- | ----------- | -------- | -------- | ------- | -------- |
| Valerie Morgan | 100 m       | 12,5     | 3.       | 12,5        | 7.          | kiesett  | kiesett  | kiesett | kiesett  |
| Valerie Morgan | 200 m       | 25,2     | 5.       |             | kiesett     | kiesett  | kiesett  | kiesett |          |

| Versenyző         | Versenyszám   | Selejtező | Selejtező | Döntő    | Döntő    |
| Versenyző         | Versenyszám   | Eredmény  | Helyezés  | Eredmény | Helyezés |
| ----------------- | ------------- | --------- | --------- | -------- | -------- |
| Beverly Weigel    | Távolugrás    | 612 cm    | 5.        | 598 cm   | 10.      |
| Val Sloper-Young  | Súlylökés     | 16,07 m   | 2.        | 16,39 m  | 4.       |
| Val Sloper-Young  | Diszkoszvetés | 46,91 m   | 12.       | 48,81 m  | 10.      |
| Jennifer Thompson | Diszkoszvetés | 46,74 m   | 14.       | kiesett  | kiesett  |

## Birkózás
Szabadfogású
| Versenyző   | Versenyszám | 1. forduló                           | 1. forduló | 1. forduló | 2. forduló                  | 2. forduló | 2. forduló | 3. forduló                        | 3. forduló | 3. forduló | 4. forduló                       | 4. forduló | 4. forduló | Döntő             | Döntő   | Döntő   | Helyezés |
| Versenyző   | Versenyszám | Ellenfél Eredmény                    | Pont       | Hely.      | Ellenfél Eredmény           | Pont       | Hely.      | Ellenfél Eredmény                 | Pont       | Hely.      | Ellenfél Eredmény                | Pont       | Hely.      | Ellenfél Eredmény | Pont    | Hely.   | Helyezés |
| ----------- | ----------- | ------------------------------------ | ---------- | ---------- | --------------------------- | ---------- | ---------- | --------------------------------- | ---------- | ---------- | -------------------------------- | ---------- | ---------- | ----------------- | ------- | ------- | -------- |
| Fred Thomas | 79 kg       | Mansour Mahdizadeh (IRI) · kétvállas | 0          | =1.        | Julio Graffigna (ARG) · 1-3 | 1          | =3.        | Prodan Gardzsev (BUL) · kétvállas | 5          | =9.        | Hans Antonsson (SWE) · kétvállas | 9          | 10.        | kiesett           | kiesett | kiesett | 10.      |

## Evezés
| Versenyző  | Versenyszám  | Előfutam | Előfutam | Vigaszág | Vigaszág | Döntő   | Döntő | Helyezés |
| Versenyző  | Versenyszám  | Idő      | Hely.    | Idő      | Hely.    | Idő     | Hely. | Helyezés |
| ---------- | ------------ | -------- | -------- | -------- | -------- | ------- | ----- | -------- |
| James Hill | Egypárevezős | 7:19,64  | 1.       | erőnyerő | erőnyerő | 7:23,98 | 4.    | 4.       |

## Gyeplabda
| Új-zélandi férfi gyeplabdacsapat-játékoskeret                                                           | Új-zélandi férfi gyeplabdacsapat-játékoskeret                                                               |
| --- | --- |
| - John Abrams - Jim Barclay - Phil Bygrave - John Cullen - Ross Gillespie - Anthony Hayde - Noel Hobson | - Ian Kerr - Murray Mathieson - Guy McGregor - Mervyn McKinnon - Kevin Percy - Bill Schaefer - Bruce Turner |

### Eredmények
| Színmagyarázat                                                                                           |
| --- |
| A csoportok első két helyezettje bejutott a negyeddöntőbe.                                               |
| A csoportok harmadik helyezettjei a 9–12. helyért, a negyedik helyezettjei a 13–16. helyért játszhattak. |

Csoportkör
A csoport
| Csapat          | M | Gy | D | V | G+ | G– | Gk  | P |
| --------------- | - | -- | - | - | -- | -- | --- | - |
| India (IND)     | 3 | 3  | 0 | 0 | 17 | 1  | +16 | 6 |
| Új-Zéland (NZL) | 3 | 1  | 1 | 1 | 5  | 5  | 0   | 3 |
| Hollandia (NED) | 3 | 1  | 1 | 1 | 6  | 7  | –1  | 3 |
| Dánia (DEN)     | 3 | 0  | 0 | 3 | 3  | 18 | –15 | 0 |

| 1960. augusztus 27. 16:30 | Hollandia (NED)          | 1 – 1   | Új-Zéland (NZL) | Stadio dei Marmi Játékvezetők: Franck (BEL), Massart (BEL) |
| 1960. augusztus 27. 16:30 | Jan van Erven Dorens 23' | (1 – 1) | Hobson 25'      | Stadio dei Marmi Játékvezetők: Franck (BEL), Massart (BEL) |

| 1960. augusztus 31. 16:30 | Új-Zéland (NZL)                           | 4 – 1   | Dánia (DEN)      | Olympic Velodrome Játékvezetők: McDowell (AUS), Glichitch (FRA) |
| 1960. augusztus 31. 16:30 | Hobson 4' · Turner 24', 41' · Bygrave 35' | (3 – 1) | Christiansen 16' | Olympic Velodrome Játékvezetők: McDowell (AUS), Glichitch (FRA) |

| 1960. szeptember 2. 16:30 | India (IND)                          | 3 – 0   | Új-Zéland (NZL) | Olympic Velodrome Játékvezetők: McIldowie (RSA), Whitelaw (GBR) |
| 1960. szeptember 2. 16:30 | Bhola 8' · Peter 57' · Ja. Singh 70' | (1 – 0) |                 | Olympic Velodrome Játékvezetők: McIldowie (RSA), Whitelaw (GBR) |

Rájátszás a második helyért
| 1960. szeptember 4. 15:30 | Új-Zéland (NZL)  | 2 – 1   | Hollandia (NED) | Campo Tre Fontane Játékvezetők: Schinner (GER), Lichtenfeld (GER) |
| 1960. szeptember 4. 15:30 | Bygrave 31', 58' | (1 – 1) | Wim de Beer 14' | Campo Tre Fontane Játékvezetők: Schinner (GER), Lichtenfeld (GER) |

Negyeddöntő
| 1960. szeptember 5. 16:00 | Spanyolország (ESP) | 1 – 0   | Új-Zéland (NZL) | Olympic Velodrome Játékvezetők: Elgershuizen (NED), Van Ballgoijen de Jong (NED) |
| 1960. szeptember 5. 16:00 | Murua 91'           | (0 – 0) |                 | Olympic Velodrome Játékvezetők: Elgershuizen (NED), Van Ballgoijen de Jong (NED) |

- A győztes gól a második hosszabbításban esett.

Az 5–8. helyért
| 1960. szeptember 8. 15:00 | Új-Zéland (NZL) | 1 – 0   | Egyesült Német Csapat (EUA) | Campo Tre Fontane Játékvezetők: van Ballgoijen de Jong (NED), H. Singh (IND) |
| 1960. szeptember 8. 15:00 | McGregor 11'    | (1 – 0) |                             | Campo Tre Fontane Játékvezetők: van Ballgoijen de Jong (NED), H. Singh (IND) |

Az 5. helyért
| 1960. szeptember 9. 08:30 | Ausztrália (AUS)         | 2 – 1   | Új-Zéland (NZL) | Campo Tre Fontane Játékvezetők: Burgess (GBR), Asselman (BEL) |
| 1960. szeptember 9. 08:30 | Crossman 50' · Evans 68' | (0 – 1) | Cullen 27'      | Campo Tre Fontane Játékvezetők: Burgess (GBR), Asselman (BEL) |

A mérkőzést újra kellett játszani.
Újrajátszás az 5. helyért
| 1960. szeptember 11. 09:00 | Új-Zéland (NZL) | 1 – 0   | Ausztrália (AUS) | Campo Tre Fontane Játékvezetők: Burgess (GBR), van Ballgoijen de Jong (NED) |
| 1960. szeptember 11. 09:00 | Bygrave 1'      | (0 – 0) |                  | Campo Tre Fontane Játékvezetők: Burgess (GBR), van Ballgoijen de Jong (NED) |

| Csapat          | Helyezés |
| --------------- | -------- |
| Új-Zéland (NZL) | 5.       |

## Kerékpározás

### Pálya-kerékpározás
Időfutam
| Versenyző      | Versenyszám  | Idő     | Helyezés |
| -------------- | ------------ | ------- | -------- |
| Warwick Dalton | Férfi egyéni | 1:10,68 | 11.      |

## Lovaglás
Díjugratás
| Versenyző    | Ló       | Versenyszám | 1. forduló | 1. forduló | 2. forduló | 2. forduló | Összesen | Összesen |
| Versenyző    | Ló       | Versenyszám | Pont       | Hely.      | Pont       | Hely.      | Pont     | Helyezés |
| ------------ | -------- | ----------- | ---------- | ---------- | ---------- | ---------- | -------- | -------- |
| Adrian White | Telebrae | Egyéni      | 33,25      | 35.        | 12,00      | =4.        | 45,25    | 23.      |

## Súlyemelés
| Versenyző     | Versenyszám | Nyomás   | Nyomás   | Szakítás | Szakítás | Lökés    | Lökés    | Összesen | Helyezés |
| Versenyző     | Versenyszám | Eredmény | Helyezés | Eredmény | Helyezés | Eredmény | Helyezés | Összesen | Helyezés |
| ------------- | ----------- | -------- | -------- | -------- | -------- | -------- | -------- | -------- | -------- |
| Donald Oliver | +90 kg      | 132,5    | =16.     | 122,5    | =14.     | 170,0    | =8.      | 425,0    | 13.      |

## Vitorlázás
Nyílt
| Versenyző                | Versenyszám     | Futam | Futam | Futam | Futam | Futam | Futam | Futam | Pontszám | Helyezés |
| Versenyző                | Versenyszám     | 1     | 2     | 3     | 4     | 5     | 6     | 7     | Pontszám | Helyezés |
| ------------------------ | --------------- | ----- | ----- | ----- | ----- | ----- | ----- | ----- | -------- | -------- |
| Ralph Roberts            | Finn dingi      | 441   | (0)   | 867   | 742   | 800   | 946   | 1344  | 5140     | 6.       |
| Murray Rae Ronald Watson | Repülő hollandi | 638   | 1115  | 446   | 990   | 638   | (101) | 814   | 4641     | 8.       |

## Vívás
Férfi
| Versenyző       | Versenyszám       | Csoportkör | Csoportkör | Csoportkör | Csoportkör | Csoportkör        | Csoportkör  | Csoportkör        | Csoportkör | Csoportkör        | Csoportkör | Helyezés    |
| Versenyző       | Versenyszám       | 1. kör | 1. kör     | 2. kör | 2. kör     | Negyeddöntő       | Negyeddöntő | Elődöntő          | Elődöntő   | Döntő             | Döntő      | Helyezés    |
| Versenyző       | Versenyszám       | Ellenfél Eredmény | Hely.      | Ellenfél Eredmény | Hely.      | Ellenfél Eredmény | Hely.       | Ellenfél Eredmény | Hely.      | Ellenfél Eredmény | Hely.      | Helyezés    |
| --------------- | ----------------- | --- | ---------- | --- | ---------- | ----------------- | ----------- | ----------------- | ---------- | ----------------- | ---------- | ----------- |
| Brian Pickworth | Tőr, egyéni       | 7. csoport · Juan Paladino (URU) · 5-4 · Viktor Zsdanovics (URS) · 2-5 · Attila Csipler (ROU) · 4-5 · Enrique González (ESP) · 1-5 · Jacques Debeur (BEL) · 1-5  | 6.         | kiesett | kiesett    | kiesett           | kiesett     | kiesett           | kiesett    | kiesett           | kiesett    | helyezetlen |
| Brian Pickworth | Párbajtőr, egyéni | 1. csoport · Jacques Guittet (FRA) · 5-3 · Emilio Echeverry (COL) · 5-2 · Raoul Barouch (TUN) · 5-3 · Charles El-Gressy (MAR) · 5-1 · Bohdan Gonsior (POL) · 1-5 | 2.         | 2. csoport · Sákovics József (HUN) · 1-5 · Alberto Pellegrino (ITA) · 1-5 · Wiesław Glos (POL) · 3-5 · Roger Achten (BEL) · 3-5 · Alberto Balestrini (ARG) · 1-5 | 6.         | kiesett           | kiesett     | kiesett           | kiesett    | kiesett           | kiesett    | helyezetlen |
| Brian Pickworth | Kard, egyéni      | 11. csoport · Michael Amberg (GBR) · 5-4 · Wojciech Zabłocki (POL) · 0-5 · Juan Paladino (URU) · 3-5 · Pierluigi Chicca (ITA) · 4-5 · Jushar Haschja (INA) · 4-5 | 6.         | kiesett | kiesett    | kiesett           | kiesett     | kiesett           | kiesett    | kiesett           | kiesett    | helyezetlen |